# كهف دونستون
كهف دونستون (بالإنجليزية: Dunston Cave)‏ هو كهف ناري في المدى الشمالي لترينيداد وتوباغو. يقع الكهف على أراضي مركز آسا رايت الطبيعي. كان اسمه في الأصل، وأطلق عليه اسم كهف دونستون في عام 1972 تكريما للمهندس جون دنستون.

## وصلات خارجية
- Oilbird Caves of Trinidad